# Слоповый
Слоповый (укр. Слоповий) — село в Должанской сельской общине Хустского района Закарпатской области Украины.
Население по переписи 2001 года составляло 105 человек. Почтовый индекс — 90425. Телефонный код — 31-42. Код КОАТУУ — 2125384804.